# Transnational Government of Tamil Eelam
Transnational Government of Tamil Eelam (TGTE) ist eine international nicht anerkannte transnationale Regierung, welche die tamilische Diaspora von Sri Lanka (bzw. aus den tamilischen Gebiet; Tamil Eelam) vertreten soll. Sie hat keinen Sitz in einen bestimmten Land. Das sogenannte Parlament wurde Anfang Mai 2010 gewählt und zählt 135 Parlamentarier. Die Idee wurde nach der militärischen Niederlage der LTTE im Jahre 2009 entworfen. Der Vorsitzende des Beratungskomitee (TGTE) war Visvanthan Rudrakumaran (Rechtsanwalt aus dem politischen Flügel der LTTE).

## Ziele
Ziel des sogenannten Parlaments ist es nach eigenen Angaben durch Dialoge und Verhandlungen das Selbstbestimmungsrecht der Tamilen in Sri Lanka wiederzuerlangen. Auch strebt es eine Einigung aller tamilisch Sprechenden an.

## Beratungskomitee
Das Beratungskomitee setzt sich aus Experten aus aller Welt zusammen, welche mehrheitlich Tamilen sind.
- Muthucumaraswamy Sornarajah[3], (University of London, UK)
- Francis Boyle[4], (Harvard University, USA), Professor of International Law, USA
- P. Ramasamy, (Malaysia)
- A.J.C Chandrakanthan, (Canada)
- Nadarajah Sriskandarajah, (University of Sydney, Australia), Professor of Environmental Communication, Swedish University of Agricultural Sciences, Sweden
- Murugar Gunasingham,
- Sivanendran Seevanayagam
- A.L. Vasanthakumar
- Karen Parker
- Nagalingam Jeyalingam, (USA)
- Selva Sivarajah
- Paul Williams
- Peter Schalk[5], Lund University (Religion)/University Gothenburg (Indology), Professor of History of Religion, Uppsala University, Sweden

## Sitzverteilung nach Land
Das sogenannte Parlament setzt sich aus gewählten Vertretern und Delegierten zusammen. Delegierte sind für Länder bestimmt, in der wenige Tamilen auf großem Raum zu finden sind. In allen westlichen Ländern werden die Parlamentarier durch das Volk gewählt.
| Land                       | gewählte Vertreter | Delegierte |
| -------------------------- | ------------------ | ---------- |
| Kanada                     | 25                 |            |
| Großbritannien             | 20                 |            |
| Frankreich                 | 10                 |            |
| Schweiz                    | 10                 |            |
| Deutschland                | 10                 |            |
| USA                        | 10                 |            |
| Australien                 | 10                 |            |
| Norwegen                   | 3                  |            |
| Dänemark                   | 3                  |            |
| Italien                    | 3                  |            |
| Südafrika                  | 3                  | 2          |
| Holland, Belgien Luxemburg | 3                  |            |
| Neuseeland                 | 2                  |            |
| Schweden                   | 1                  |            |
| Finnland                   | 1                  |            |
| Irland                     | 1                  |            |
| Singapur                   |                    | 2          |
| Malaysia                   |                    | 3          |
| Nahost                     |                    | 2          |
| Mauritius                  |                    | 1          |
| Rest von Asien             |                    | 1          |
| Rest von Europa            |                    | 1          |
| Ozeanien                   |                    | 1          |
| Karibik und Südamerika     |                    | 1          |
| Rest von Afrika            |                    | 1          |
| Indien                     |                    | 5          |
| Total                      | 115                | 20         |

## Demokraten der TGTE
Seit dem 4. März 2011 haben Mitglieder des Parlaments, vorwiegend aus der jungen Generation, eine Demokratiebewegung gegründet. Sie fordern in ihrem Bericht, mehr Demokratie für die recht junge Transnationale Regierung. Sie kritisieren über viele Missstände, seit der Gründung der Transnationale Regierung von Tamil Eelam.